# アルバ共和国

アルバ共和国

アルバ共和国（アルバきょうわこく、伊語：Repubblica di Alba、仏語：République d'Alba、英語：Republic of Alba）は、1796年4月25日から1801年4月19日まで現在の北イタリアに存在した姉妹共和国である。一時は、現在のピエモンテ州を支配下においたが、1801年にフランスに併合された。
アルバ共和国の国旗は、ファン・アントニオ・ランザが製作した。国旗の赤と青は、宗主国フランスから採ったものであり、橙は、ピエモンテ高原を覆う木々の色より採られた。なお、国旗は水平三色旗と垂直三色旗の2種類が存在した。